# レッド (テイラーズ・ヴァージョン)
『レッド (テイラーズ・ヴァージョン)』（英: Red (Taylor's Version)）は、アメリカ合衆国のシンガー・ソングライター、テイラー・スウィフトの2枚目の再録音スタジオ・アルバム。2021年11月12日にリパブリック・レコードからリリースされた。本作は、4枚目のアルバム『Red』(2012) の再録版であり、今後も発売を予定している再録プロジェクトの第2弾である。

## 概要
今作は同年4月に発売された『Fearless (Taylor's Version)』に続く、再録プロジェクトの一環で発売されたアルバムである。2019年8月、タレントプロデューサーのスクーター・ブラウンによるビッグマシンレコードと彼女の原盤権の買収の騒動の中、テイラーがビッグマシンレコード在籍時代のアルバム6枚を再録音する意向を発表し、制作された。
収録曲は、『Red』デラックス盤に収録されたデモを除く20曲と、同時期に発売されたチャリティーシングル「Ronan」、他アーティストに提供した「Better Man」「Babe」、未収録曲6曲と、「All Too Well」のオリジナル10分版の計30曲が再録されて収録された。プロモーション活動の一つとして、未収録曲のうち「I Bet You Think About Me」のMVと、「All Too Well」10分版を基にした短編映画が作られ、YouTubeに投稿された
。
プロデュースは前作に引き続きスウィフトとクリストファー・ロウが主となって行われた。オリジナル版に参加していたシェルバックやダン・ウィルソン、ジェフ・バスカーなどのプロデューサーも戻り、前回と同じように音をアップグレードしつつ完全再現を試みている。ゲストボーカル（ギャリー・ライトボディとエド・シーラン）の歌唱部分も再録された。その他に、フィービー・ブリジャーズとクリス・ステイプルトンの2人が新たに歌唱で参加している。
本作は配信開始初日に全世界でSpotifyで9,080万回以上ストリーミング再生され、女性アーティストによる1日で最もストリーミングされたアルバムになった（前記録は自身の『folklore』(2020) による8,060万回再生）。また、全世界で初週に120万枚以上売り上げた。
米国では、わずか5日間で50万ユニット以上売り上げた。。最終的に初週で60.5万ユニット以上を売り上げ、米国音楽チャートのBillboard 200で首位を獲得。これによりスウィフトは10回連続で首位を獲得し、女性アーティストの中で2番目に首位獲得が多い人となった。また、この連続記録は女性歌手としては初である。アルバム収録曲のうち26曲がBillboard Hot 100にチャートインし、その中で「All Too Well (Taylor's Version)」が初登場1位を獲得した。これにより、スウィフトはアルバムとシングルの同時初登場首位獲得の記録を3回に伸ばした（1回目は『folklore』と「cardigan」、2回目は『evermore』と「willow」）。また、Hot 100では「All Too Well (Taylor's Version )」は5分版と10分版の両方の売上を合算しているため、公式にビルボード史上一番演奏時間が長いチャート1位の曲になった。
イギリス、オーストラリア、カナダ、ニュージーランドでも首位を獲得した。

## 収録曲
全曲に追加でTaylor's Versionと括弧書きされる。

22曲目から30曲目まではさらに追加でFrom the Vaultと括弧書きされる。

20曲目までのプロデューサーに関しては、オリジナル版とほぼ同じだが、ネイサン・チャップマンの代わりにクリストファー・ロウが起用され、マックス・マーティンは参加しなかった。

また、19曲目「Girl at Home」はオリジナル版とは違い、エルヴィラによるエレクトロニックポップのアレンジになっている。
| #         | タイトル                                                 | 作詞・作曲                   | 原題                                                | 時間  |
| --------- | -------------------------------------------------------- | ---------------------------- | --------------------------------------------------- | ----- |
| 1.        | 「ステイト・オブ・グレイス」                             | Taylor Swift                 | State of Grace                                      | 4:55  |
| 2.        | 「レッド」                                               | Swift                        | Red                                                 | 3:43  |
| 3.        | 「トレチャラス」                                         | Swift Dan Wilson             | Treacherous                                         | 4:02  |
| 4.        | 「トラブル」                                             | Swift Max Martin Shellback   | I Knew You Were Trouble                             | 3:39  |
| 5.        | 「オール・トゥー・ウェル」                               | Swift Liz Rose               | All Too Well                                        | 5:29  |
| 6.        | 「22」                                                   | Swift Martin Shellback       | 22                                                  | 3:50  |
| 7.        | 「アイ・オールモスト・ドゥ」                             | Swift                        | I Almost Do                                         | 4:04  |
| 8.        | 「私たちは絶対に絶対にヨリを戻したりしない」             | Swift Martin Shellback       | We Are Never Ever Getting Back Together             | 3:13  |
| 9.        | 「ステイ・ステイ・ステイ」                               | Swift                        | Stay Stay Stay                                      | 3:25  |
| 10.       | 「ザ・ラスト・タイム」(feat. ギャリー・ライトボディ)     | Swift Lightbody Jacknife Lee | The Last Time (feat. Gary Lightbody of Snow Patrol) | 4:59  |
| 11.       | 「ホーリー・グラウンド」                                 | Swift                        | Holy Ground                                         | 3:22  |
| 12.       | 「サッド・ビューティフル・トラジック」                   | Swift                        | Sad Beautiful Tragic                                | 4:44  |
| 13.       | 「ザ・ラッキー・ワン」                                   | Swift                        | The Lucky One                                       | 4:00  |
| 14.       | 「エヴリシング・ハズ・チェンジド」(feat. エド・シーラン) | Swift Sheeran                | Everything Has Changed (feat. Ed Sheeran)           | 4:05  |
| 15.       | 「スターライト」                                         | Swift                        | Starlight                                           | 3:40  |
| 16.       | 「ビギン・アゲイン」                                     | Swift                        | Begin Again                                         | 3:58  |
| 合計時間: | 合計時間:                                                | 合計時間:                    | 合計時間:                                           | 65:08 |

| #         | タイトル                                                                     | 作詞・作曲                       | 原題                                             | 時間  |
| --------- | ---------------------------------------------------------------------------- | -------------------------------- | ------------------------------------------------ | ----- |
| 17.       | 「ザ・モーメント・アイ・ニュー」                                             | Swift                            | The Moment I Knew                                | 4:45  |
| 18.       | 「カム・バック...ビー・ヒア」                                                | Swift Wilson                     | Come Back... Be Here                             | 3:43  |
| 19.       | 「ガール・アット・ホーム」                                                   | Swift                            | Girl at Home                                     | 3:40  |
| 20.       | 「ステイト・オブ・グレイス」(アコースティック・ヴァージョン)                 | Swift                            | State Of Grace (Acoustic Version)                | 5:21  |
| 21.       | 「ローナン」                                                                 | Swift Maya Thompson              | Ronan                                            | 4:24  |
| 22.       | 「ベター・マン」                                                             | Swift                            | Better Man                                       | 4:57  |
| 23.       | 「ナッシング・ニュー」(feat. フィービー・ブリジャーズ)                       | Swift                            | Nothing New (feat. Phoebe Bridgers)              | 4:18  |
| 24.       | 「ベイブ」                                                                   | Swift Patrick Monahan            | Babe                                             | 3:44  |
| 25.       | 「メッセージ・イン・ア・ボトル」                                             | Swift Martin Shellback           | Message in a Bottle                              | 3:45  |
| 26.       | 「アイ・ベット・ユー・シンク・アバウト・ミー」(feat. クリス・ステイプルトン) | Swift Lori McKenna               | I Bet You Think about Me (feat. Chris Stapleton) | 4:45  |
| 27.       | 「フォーエヴァー・ウィンター」                                               | Swift Mark Foster                | Forever Winter                                   | 4:23  |
| 28.       | 「ラン」(feat. エド・シーラン)                                               | Swift Sheeran                    | Run (feat. Ed Sheeran)                           | 4:00  |
| 29.       | 「ザ・ヴェリー・ファースト・ナイト」                                         | Swift Amund Bjørklund Espen Lind | The Very First Night                             | 3:20  |
| 30.       | 「オール・トゥー・ウェル (テン・ミニット・ヴァージョン)」                    | Swift Rose                       | All Too Well (10 Minute Version)                 | 10:13 |
| 合計時間: | 合計時間:                                                                    | 合計時間:                        | 合計時間:                                        | 65:17 |